# Port lotniczy Rebun
Port lotniczy Rebun (IATA: RBJ, ICAO: RJCR) – port lotniczy położony na wyspie Rebun, w prefekturze Hokkaido, w Japonii.